# Parc provincial Elk Lakes
Le parc provincial Elk Lakes (anglais : Elk Lakes Provincial Park) est un parc provincial de la Colombie-Britannique situé dans les montagnes Rocheuses.

## Situation
Le parc se trouve au Sud-est de la province à la frontière de l'Alberta. À l'Ouest se situe le parc provincial Height of the Rockies.